# Upogebia noronhensis
Upogebia noronhensis is een tienpotigensoort uit de familie van de Upogebiidae. De wetenschappelijke naam van de soort is voor het eerst geldig gepubliceerd in 1969 door Fausto-Filho.